# Ingrid Quadri
Ingrid Quadri é uma jogadora de bocha do Brasil.
Ela conquistou a medalha de bronze nos Jogos Mundiais de 2013, nas duplas femininas ao lado de Noeli Dalla Corte.